# 사포 (시인)

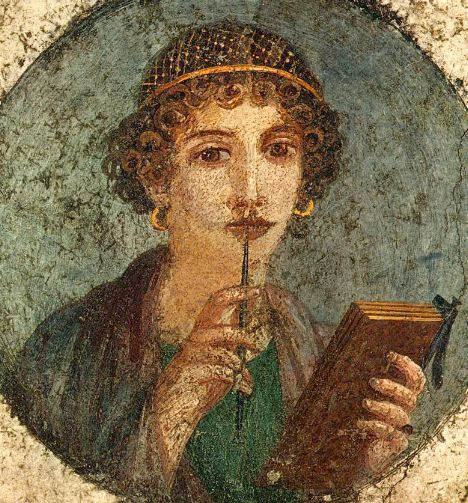
사포

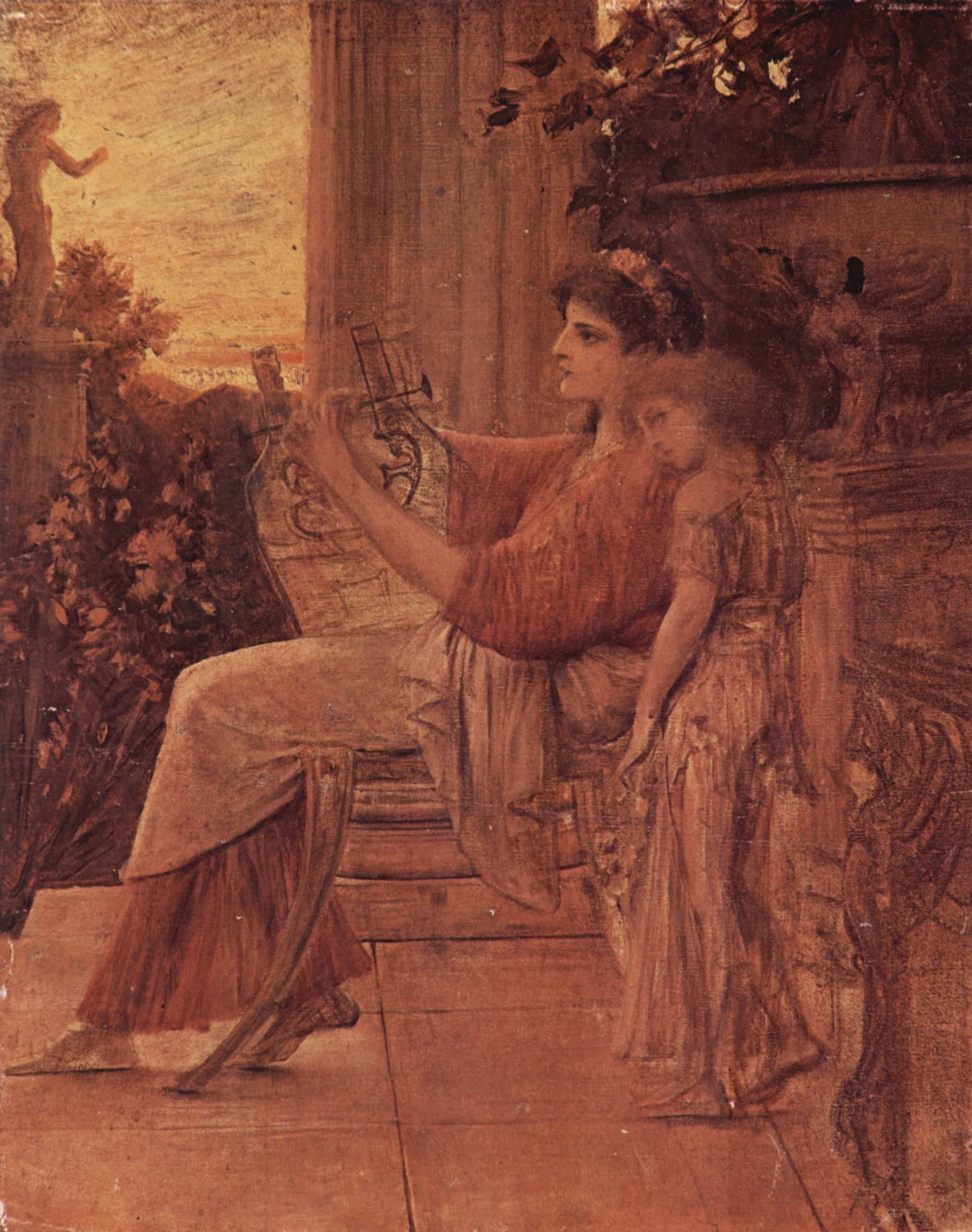
클림트가 그린 사포

사포(그리스어: Σαπφώ, 영어: Sappho, 기원전 630년 무렵 - 기원전 570년 무렵)는 고졸기 그리스의 시인이다. 레스보스섬의 에레소스 또는 미틸리니에서 출생한 것으로 알려져 있다. 
사포의 삶에 대한 기록은 남아 있는 것이 그다지 없다. 레스보스섬의 부유한 집안에서 태어났으며 아버지의 이름은 전해지지 않는다. 고대 기록은 사포에게 세 형제, 카락소스, 라리코스, 에우리기오스가 있었다고 전한다. 2014년 발견된 사포의 시 《형제》에는 이 가운데 카락소스와 라리코스를 언급하고 있다.
BCE 600년 무렵 당시 그리스 세계의 동쪽 식민지인 마그나 그라이키아에 속하는 시라쿠사로 추방되어 BCE 570년 무렵 사망할 때까지 그곳에 살며 시작을 이어갔다. 연인 파온이 죽자 레프카다 절벽에서 몸을 던져 자살하였다는 전설이 전해 온다.
사포는 주로 노래말로 쓰이기 위한 아름다운 시어로 이루어진 서정시를 남겼다. 그녀는 대략 1만 행에 달하는 많은 시를 지었다고 여겨지는데, 당대는 물론 고전 고대 시기에 널리 알려졌다. 이 때문에 사포는 고전 시대의 위대한 서정시인 가운데 하나로 평가받았다. 플라톤은 그녀를 열 번째 뮤즈로 칭했으며, 종종 시의 여신, 여성 호메로스 등의 찬사를 받았다. 헬레니즘 시기 알렉산드리아에서는 대표적인 서정시인 아홉 명 가운데 한 명으로 꼽혔다. 
사포의 시에는 종종 여성 사이의 사랑에 대한 묘사가 등장하여 레즈비언의 어원이 되었다. 레즈비언은 원래 레스보스섬 사람이란 뜻이다.
사포의 시들은 오랜 세월이 흐르며 대부분 사라졌고 단편적 구절들만 전해 오고 있다. 오늘날까지 온전히 전해지는 것은 《아프로디테 찬가》뿐이다. 사포의 서정시는 단장격의 슬픈 만가(挽歌)가 주를 이루었다. 사포가 지었다는 풍자시 세 수가 전해 오지만, 이것은 헬레니즘 시기 사포의 시풍을 모방하여 지어진 것이다.
사포의 시는 현대의 관점에서 보아도 특출한 표현력을 지니고 있으며 에즈라 파운드, 힐다 두리틀 등 많은 시인들에게 영향을 주었다. 19세기 영국 시인 크리스티나 로제티는 그녀를 “살아서는 사랑받지 못했고, 죽어서는 무명씨가 됐다. 슬퍼해 주는 사람 하나 없고 돌아보는 이도 없어 외로운” 사람이라고 묘사했다.

## 사료
사포의 삶을 유추해 볼 수 있는 고대 사료로는 세 가지가 있다. 후대에 사포의 행적을 정리한 《테스티모니아》, 사포 당대의 역사, 사포의 시 자체에 들어있는 자신의 삶에 대한 이야기들이다.
《테스티모니아》는 고전 시기 작가들의 생애와 작품을 정리한 것이다. 사포가 살던 당대에는 사포가 포함되어 있지 않았다. 《테스티모니아》에 포함되어 있는 사포의 행적은 미심쩍은 것이 많아 이를 참조할 때에는 교차 확인이 필요하다.

## 생애
남편이 죽자 미틸리니에 가서 결혼 전 처녀들을 모아 소규모 학교를 개설한 후, 음악, 무용, 시가를 가르쳤다. 현존하는 축혼가나 사랑의 노래는 그 처녀들이나 다정한 벗들을 대상으로 읊은 것이다. 주로 서정시를 많이 썼는데, 당대에도 명성이 아르카이오스, 호메로스와 견줄 만큼 높았다. 그의 시는 9권에 달한다고 하지만, 보존 상태가 온전하지 못해 <아프로디테 찬가>와 두세 편만 거의 완전한 형태로 전해지고, 나머지 장편 시는 모두 소실되었다. 그 외에 많은 단편이 남아 있다.
사포의 시는 조화가 넘치는 가운데, 우애의 환희를 읊었다. 이는 예부터 내려오는 남성적 영웅주의 전통에 여성의 영혼의 정열과 고결함을 가미한 것이다. 또 그리운 처녀 앞에 나타난 약혼자에 대한 시인의 질투심조차 담담한 소박함 속에서 표현하면서도 개인적 감정의 생생한 격정을 훌륭히 노래하고 있다. 
말로 다 표현할 수 없어라,
혀가 굳고, 미세한 불길이
살갗 밑을 타고 흐르며,
아무것도 눈에 보이지 않고, 귀가 윙윙거리고 땀이 쏟아지고, 전율이 
내 전신을 감싸, 풀보다 퍼렇게
질린 나는 이미 죽은 것이나 다름이 없으니. (사포, 31.7~16)
이처럼 그의 시는 추상의 세계에서 방황하는 법 없이 참된 정열이 언제나 감각의 세계를 통해 영혼을 밑바닥에서부터 뒤흔들어 놓고 있음을 묘사한다. 여기에서 우러나오는 무한한 비애가 그의 시에 순박한 우울의 아름다움과 참된 비극의 속성인 고아한 즐거움을 불어넣고 있다.
그리스 희극 작가 메난드로스는 〈레스카스섬에서 온 소녀〉라는 작품에서, 그녀가 거룻배 사공을 짝사랑하다가 절벽에서 몸을 던져 자살했다는 유명한 일화를 퍼뜨렸다.

## 같이 보기
- 고대 그리스 문학

## 참고 자료
- 이 문서에는 다음커뮤니케이션(현 카카오)에서 GFDL 또는 CC-SA 라이선스로 배포한 글로벌 세계대백과사전의 내용을 기초로 작성된 글이 포함되어 있습니다.
- Rayor, Diane; Lardinois, André (2014). 《Sappho: A New Translation of the Complete Works》. Cambridge: Cambridge University Press. ISBN 978-1-107-02359-8.
- Winkler, John J. (1990). 《The Constraints of Desire: The Anthropology of Sex and Gender in Ancient Greece》. New York: Routledge. ISBN 0415901235.
- Barnstone, Willis, 편집. (2009). 《The Complete Poems of Sappho》. Shambhala Publications. ISBN 9780834822009.
- Parker, Holt (1993). “Sappho Schoolmistress”. 《Transactions of the American Philological Association》 123.